# 印度快報
《印度快報》（英語：The Indian Express）由印度Indian Express Group在孟買出版，是創於1933年的一份英語日報，創始人為Ramnath Goenka。1991年因創始人的家族內部分裂，集團分成兩部分。孟買南部的報紙改名為The New Indian Express（印度新快報），而孟買北部的報紙保留了原有的名字。
印度九個主要城市（那格浦爾、德里、孟買、加爾各答、浦那、盧迪亞納、昌迪加爾、勒克瑙和艾哈邁達巴德）皆有出版。